# Weisheitszahn

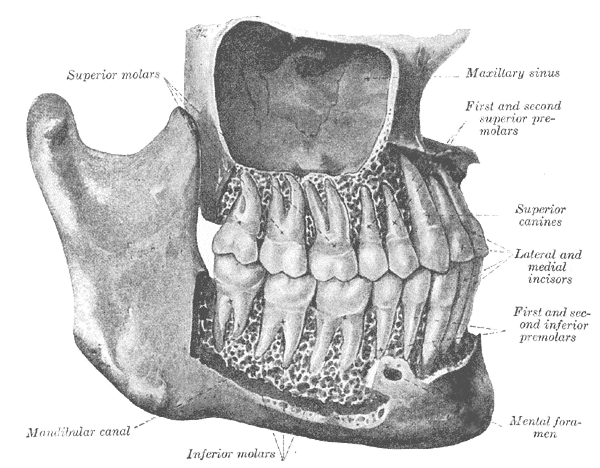
Anatomische Lage der normal entwickelten Weisheitszähne

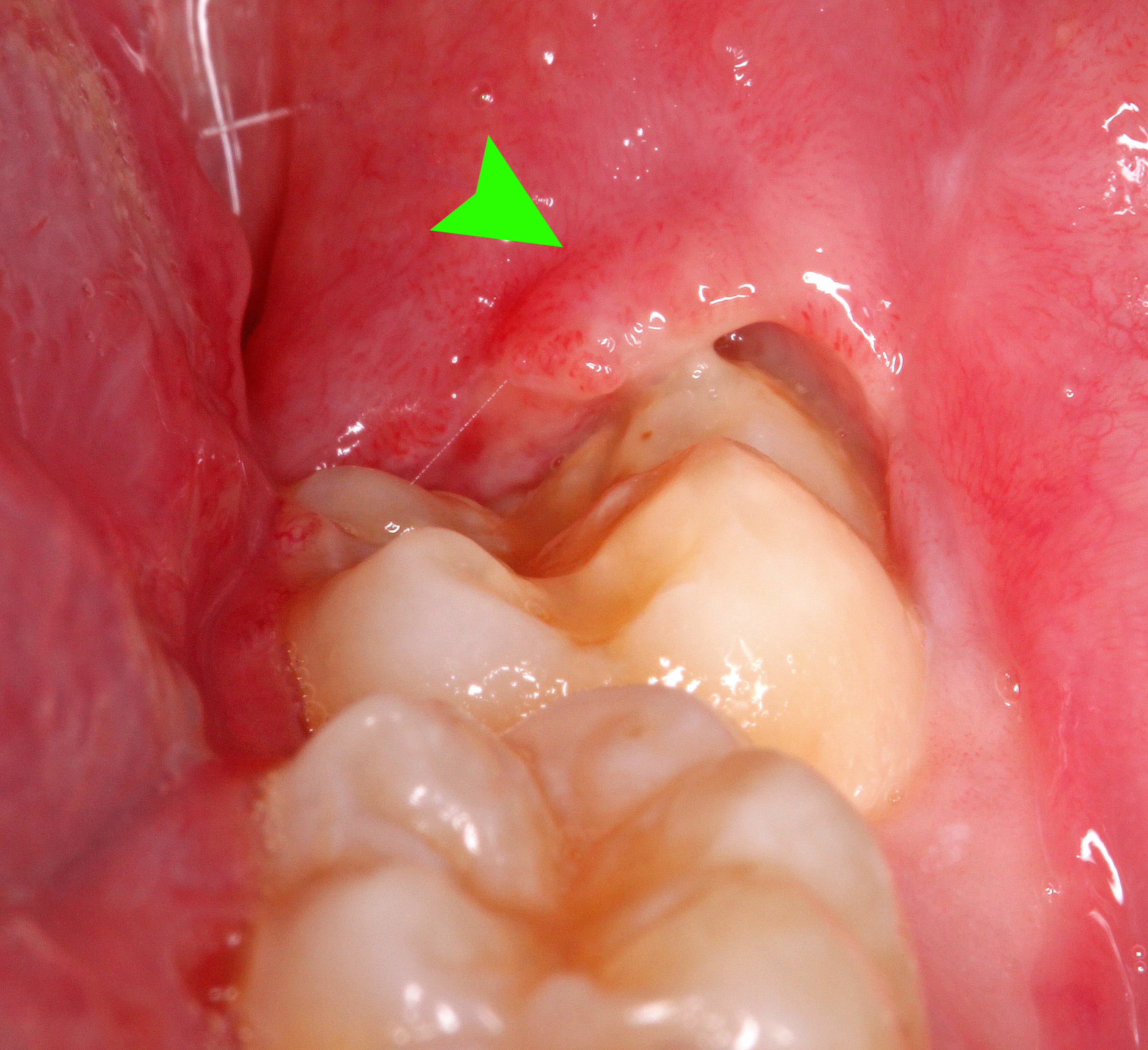
Durchbrechender Weisheitszahn 38 bei eitrig entzündeter Zahnfleischkapuze (Dentitio difficilis)

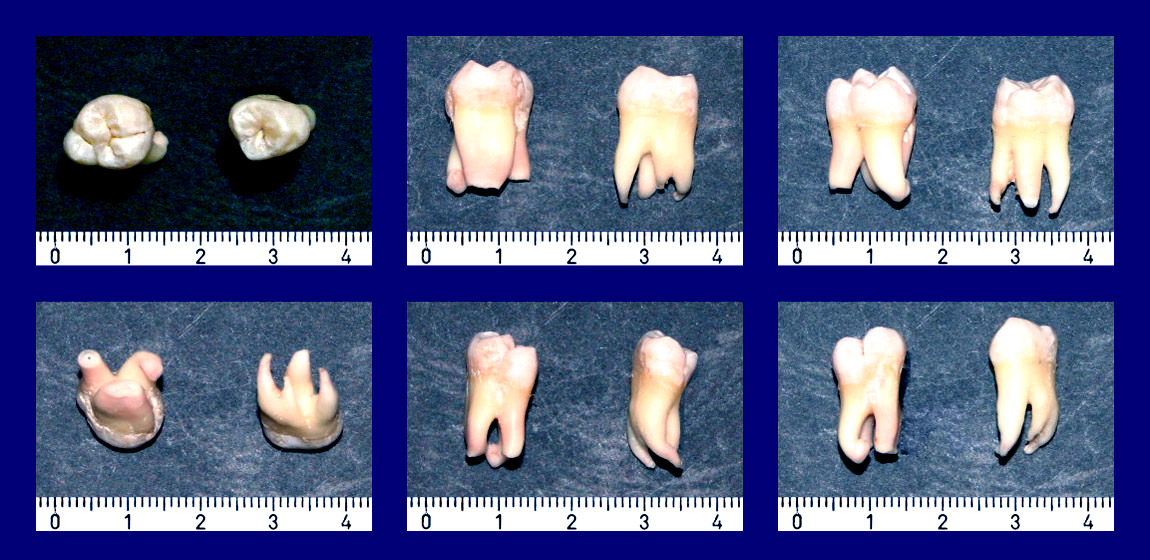
Weisheitszähne mit abgekrümmten Wurzeln. Teilweise ist auch die Anzahl der Wurzeln anomal.

Der Weisheitszahn (Synonyma Dritter Molar, lateinisch Dens sapiens, Dens serotinus ‚spät kommend‘) ist von der Mitte aus gezählt der achte Zahn im menschlichen Gebiss. Normalerweise hat ein Mensch vier Weisheitszähne, in jedem Gebissquadranten einen.

## Allgemein

### Besonderheiten und Name
Der Zahnwechsel endet zunächst mit dem Durchbruch der zweiten Molaren im Alter von 12 Jahren. Weisheitszähne entwickeln sich erst später. Bei manchen Menschen ist eine Mineralisation des Weisheitszahnkeimes im Röntgenbild erst mit 14 Jahren nachweisbar. Sie brechen meist erst im Erwachsenenalter, teilweise gar nicht durch. Von diesem späten Durchbruch leitet sich der Name „Weisheitszahn“ im Deutschen ab. Die Bezeichnung stammt ursprünglich vom persischen Arzt Avicenna (980–1037) aus dem Qānūn fī ṭ-Ṭibb (القانون في الطب ‚Kanon der Medizin‘), die in der Übersetzerschule von Toledo ins Lateinische als dentes intellectus übersetzt wurden. Im Griechischen wurden sie von Kleanthes Sophronisteres genannt. In anderen Sprachen weist der Name ebenfalls einen Bezug zu Weisheit oder Verständigkeit auf, zum Beispiel im Japanischen (知恵歯 chieba). Es gibt jedoch auch andere sprachliche Ableitungen, so etwa „kauernder Zahn“ im Thai, „jüngster Zahn“ im Indonesischen oder „den Eltern unbekannt“ (親知らず oyashirazu) im Japanischen, nach der Annahme, dass die Zähne erst auftreten, wenn die Kinder aus dem Elternhaus bereits ausgezogen sind. Arabisch heißen sie ضرس العقل / ḍirs al-ʿaql / ‚Zahn des Geistes‘, im Französischen dent de sagesse, im Italienischen dente del giudizio.

### Form und Aussehen
Weisheitszähne weichen häufiger als andere Zähne von ihrer charakteristischen anatomischen Form ab. So treten Weisheitszähne mit drei oder fünf Höckern auf. Auch die Anzahl der Wurzeln ist unterschiedlich. Sie können miteinander verwachsen oder hakenförmig gebogen sein, so dass eine gegebenenfalls notwendige Extraktion der Zähne erschwert ist. In seltenen Fällen wachsen hinter den Weisheitszähnen noch überzählige Weisheitszähne, so genannte Distomolaren, auch Neuner genannt.

### Evolutionäre Entwicklung
Die erheblichen Unterschiede der Form und des Durchbruchzeitpunkts der Weisheitszähne sowie das gelegentliche völlige Fehlen der Zahnanlagen ist möglicherweise die Folge einer evolutionären Entwicklung. Weitgehend anerkannt ist heute, dass die ursprünglichen Plazentatiere in jeder Kieferhälfte drei Schneidezähne, einen Eckzahn, vier Vorbackenzähne und drei Backenzähne hatten. Ihre Zahnformel lautet demnach 3 · 1 · 4 · 3, ihre Zahnzahl betrug 44. Alle heute lebenden Altweltaffen, darunter die Schimpansen und der Mensch, haben hingegen die Zahnformel 2 · 1 · 2 · 3, damit 32 Zähne. Beim heutigen Menschen können Weisheitszähne also als Rudiment betrachtet werden. Die beim Menschen noch immer anhaltende Reduzierung der Zahnzahl ging – wie das Fossil Ardi belegt – schon vor mehreren Millionen Jahren einher mit einer Verkleinerung der Schnauze und der Eckzähne.

## Klassifikation

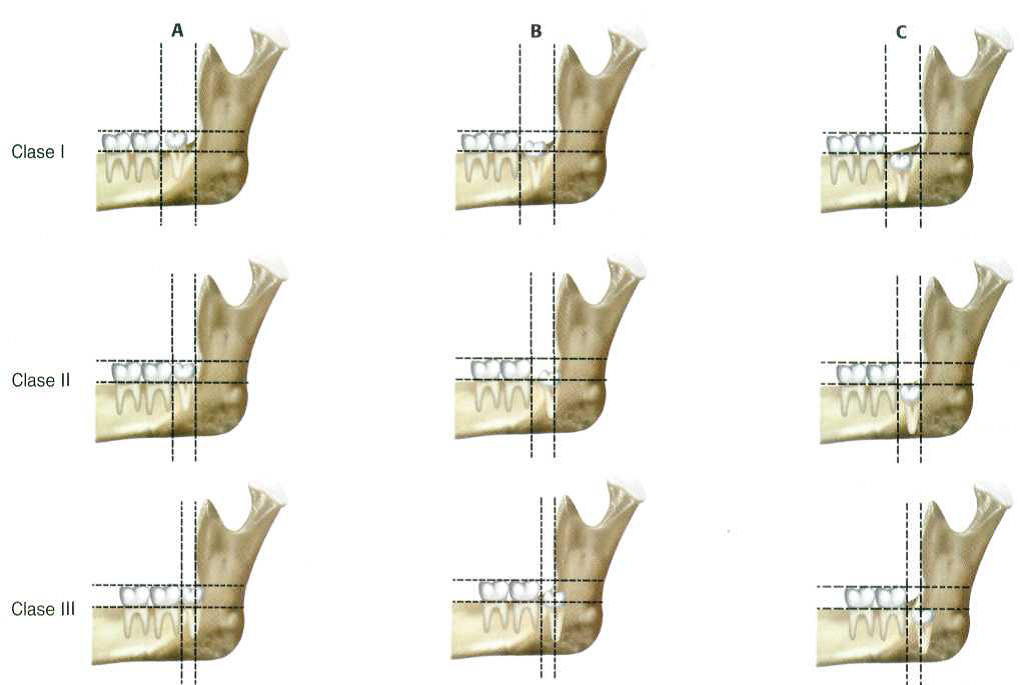
Raumanalyse des Weisheitszahns nach
Pell und Gregory

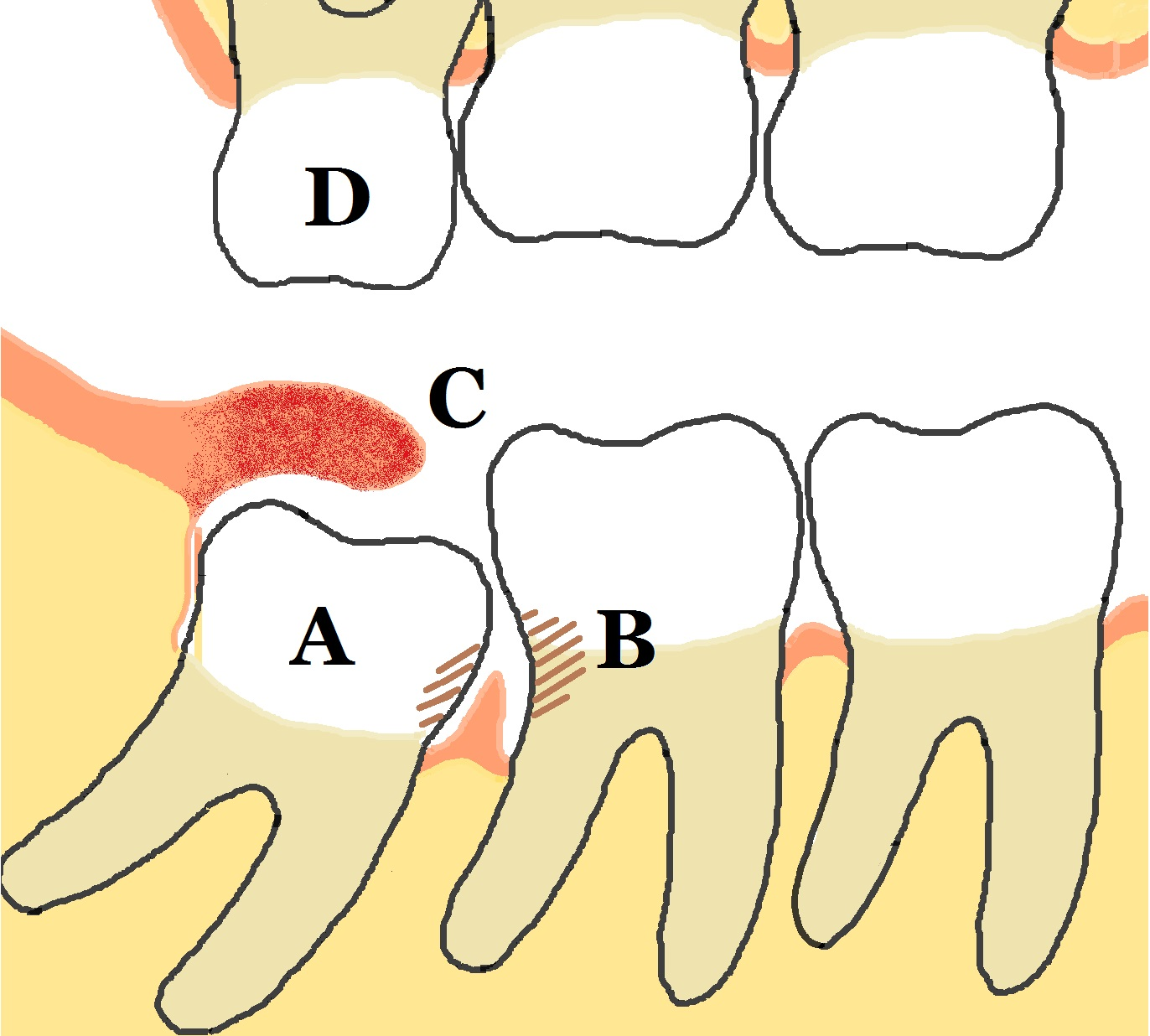
Mögliche Folgen:
A = Retinierter Weisheitszahn 48 mit mesialer Karies;
B = distale Karies am Zahn 47, dazwischen Gingivitis;
C = entzündete, künstliche Zahnfleischtasche;
D = Elongierter Zahn 18

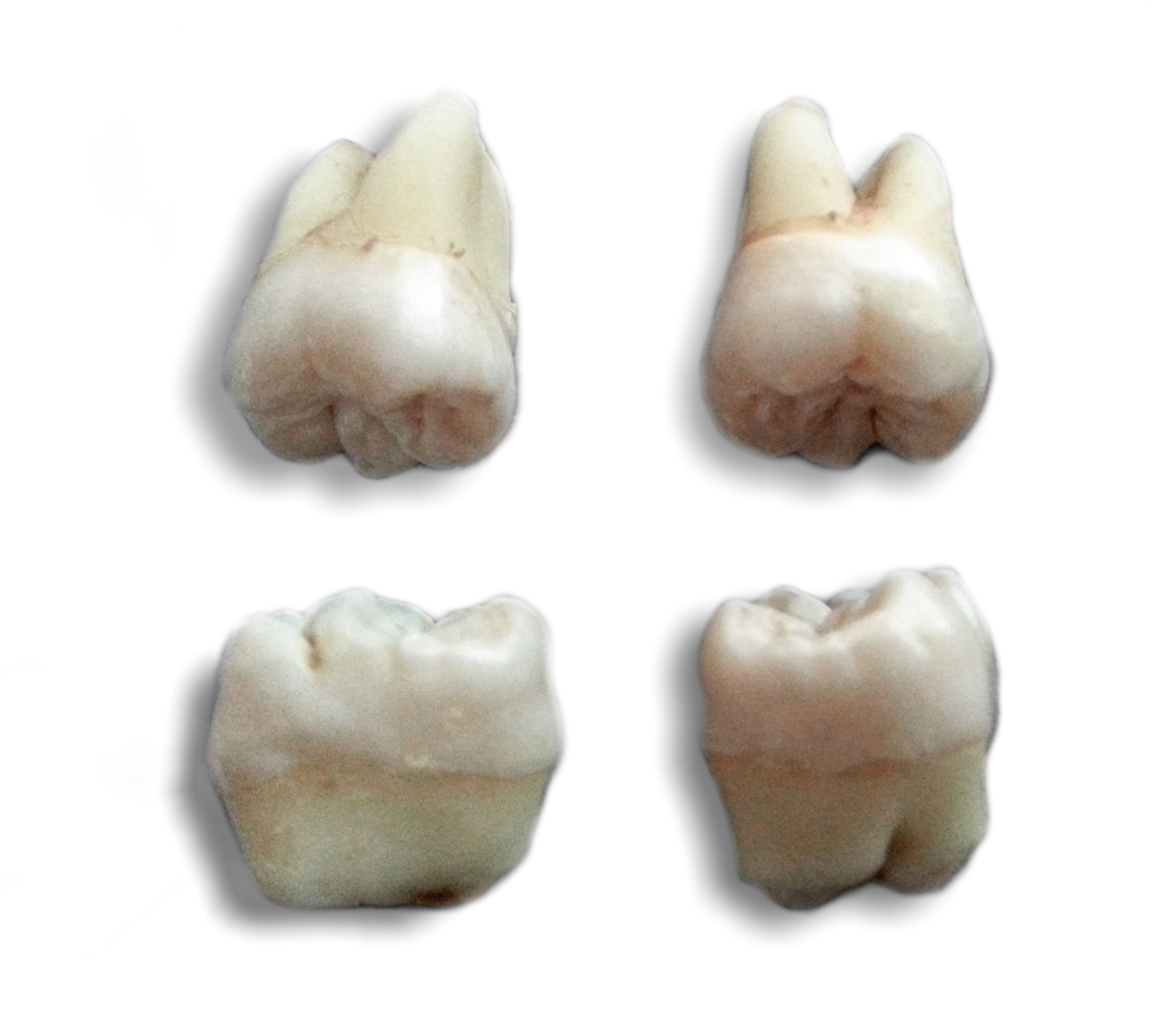
Weisheitszähne eines Menschen, teilweise nicht abgeschlossenes Wurzelwachstum

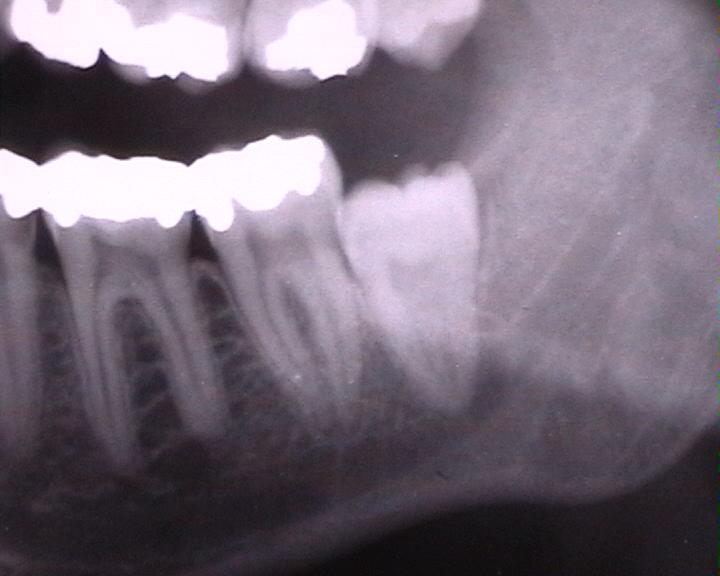
Retinierter Weisheitszahn mit ausgebildeter Wurzel. Achsengerechte Lage

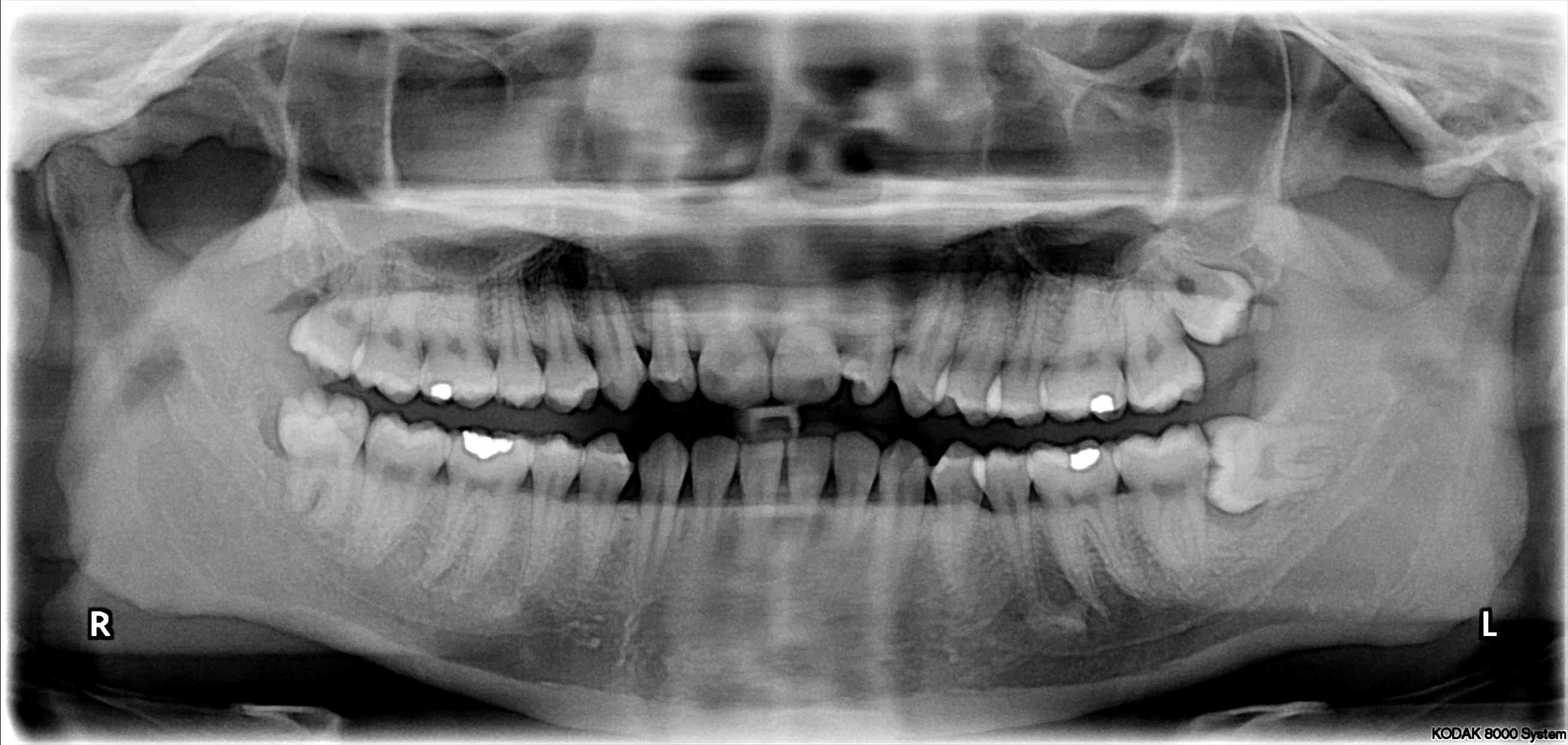
Die oberen Weisheitszähne sind in distaler Richtung verlagert. Der untere linke Weisheitszahn (im Bild: rechts) ist horizontal verlagert.

Die Position des dritten Molaren in Bezug zur Okklusionsebene des zweiten Molaren und zum Abstand zwischen dem Ramus mandibulae (aufsteigender Unterkieferast) und der distalen Seite des zweiten Molaren haben Glenn J. Pell und G. Thaddeus Gregory klassifiziert. Daneben gibt es die Klassifikation nach G. B. Winter, die von W. H. Archer und G. O. Kruger modifiziert wurde.

### Klassifikation nach Pell und Gregory
- Klasse 1. Es steht ausreichend Platz zur Verfügung zwischen dem vorderen Rand des aufsteigenden Astes und dem distalen Rand des zweiten Molaren nach dem Durchbruch des 3. Molaren.
- Klasse 2. Der zur Verfügung stehende Platz zwischen dem Vorderrand des Ramus mandibulae und dem distalen Rand des zweiten Molaren ist kleiner als die mesio-distale Ausdehnung der Krone des 3. Molaren. Dies bedeutet, dass der distale Abschnitt der Krone des 3. Molaren durch Knochen des aufsteigenden Astes bedeckt ist.
- Klasse 3. Der 3. Molar ist völlig vom Knochen des Vorderrands des aufsteigenden Astes bedeckt. Es steht nicht genügend Platz zur Verfügung.

## Gesundheitliche Folgen
Das Missverhältnis zwischen Kiefergröße und Zahnanzahl führt am Kieferwinkel, dem Übergang vom horizontalen zum aufsteigenden Ast des Unterkiefers dazu, dass sie häufig keinen ausreichenden Platz mehr finden und vollständig retiniert bleiben oder nur unvollständig durchbrechen (Teilretention). Vollständig retinierte Zähne bleiben normalerweise symptomlos, teilretinierte führen hingegen oft zu Entzündungen (siehe: Dentitio difficilis), die sich zu Abszessen entwickeln können. Ursache für eine solche Entzündung ist die Bildung einer kapuzenförmigen Zahnfleischtasche (Operculum), die nur schwer oder gar nicht gereinigt werden kann. Bakterien können sich in dieser Tasche mit Hilfe von sich zersetzenden Speiseresten schnell vermehren. Das Operkulum kann in einem kleinen chirurgischen Eingriff namens Operkulektomie entfernt werden, der es erleichtert, den Zahn zu reinigen. Auch kann Karies begünstigt werden, wenn Weisheitszähne so an einem Nachbarzahn anliegen, dass dort nur schwer geputzt werden kann.
Im extrem seltenen Fall kann die Entzündung in eine Phlegmone übergehen, die lebensbedrohlich werden kann.
Brechen die Weisheitszähne nur in einem Kiefer durch, fehlt ihnen der Antagonist („Gegenspieler“). In der Folge elongieren sie über die Kauebene, bis sie schließlich auf den Gegenkiefer stoßen. Weisheitszähne können zu „Gleithindernissen“ werden, die zu Zahnschäden, nächtlichem Zähneknirschen (Bruxismus) und Kiefergelenksbeschwerden führen können.

## Retinierte Weisheitszähne
Als „retiniert“ (lateinisch retinere re ‚zurück‘, tenere ‚halten‘) bezeichnet man einen Weisheitszahn, der nicht altersgerecht durchgebrochen ist. Ob ein Weisheitszahn retiniert ist, hängt vom Alter, Geschlecht und Entwicklungsstand des Patienten ab. Die Beurteilung anhand eines Röntgenbildes ist nicht immer eindeutig und bedarf einer Verlaufskontrolle.
Der Grund für impaktierte Weisheitszähne ist ein Mangel an Platz im Kiefer. Dies geschieht, weil der Kiefer nicht groß genug wächst, bedingt durch eine weiche Ernährung in der Kindheit, mit zu wenig rohem, frischem Gemüse und Obst sowie anderen schwer zu kauenden Lebensmitteln, die nötig sind, um das Wachstum des Kieferknochens anzuregen.
Die folgenden Röntgenbilder sind Ausschnitte aus Orthopantomogrammen (OPG):

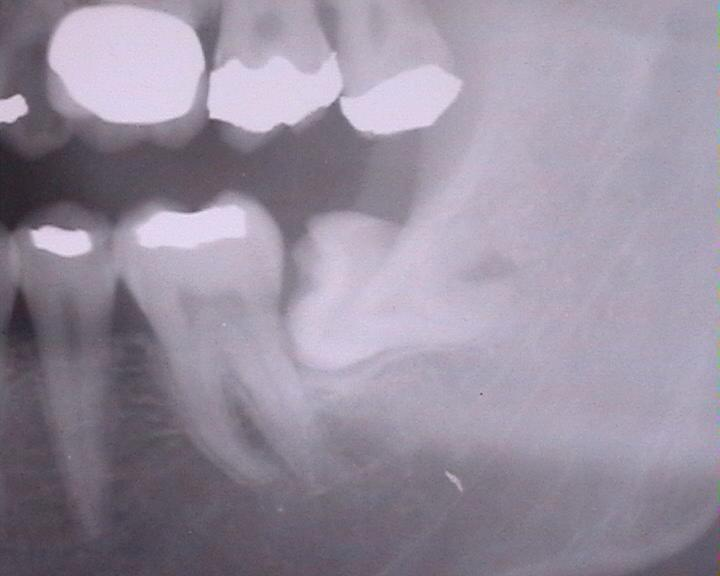
Weisheitszahn 38; retiniert und verlagert; mesiale Kippung um fast 90°
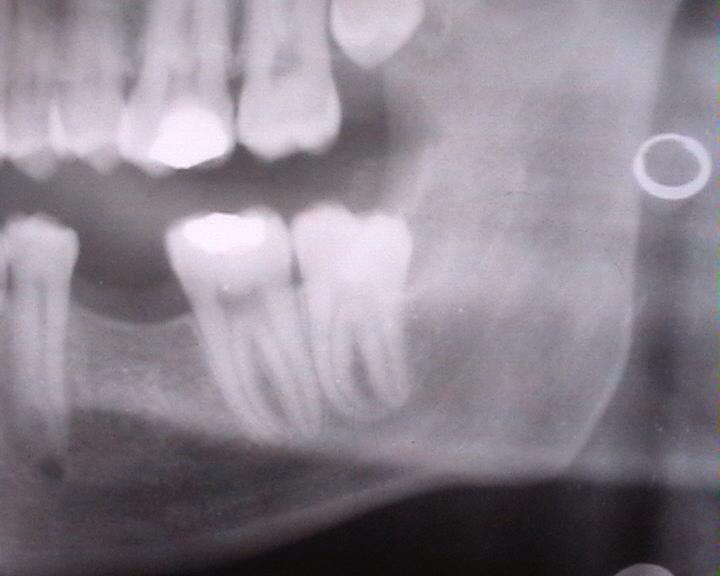
Weisheitszahn 38; fast bis zur Kauebene durchgebrochen; distale Wand vollständig im Knochen; voll ausgebildete Wurzel; Wurzelspitzen projizieren sich auf den Nervus alveolaris inferior
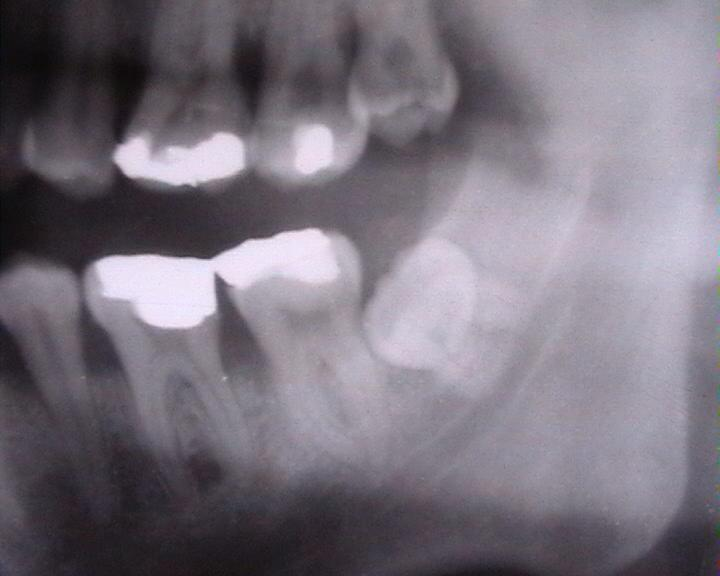
Weisheitszahn 38; retiniert und verlagert – stark nach mesial gekippt; sehr kurze Wurzelspitzen projizieren sich auf den Nervus alveolaris inferior
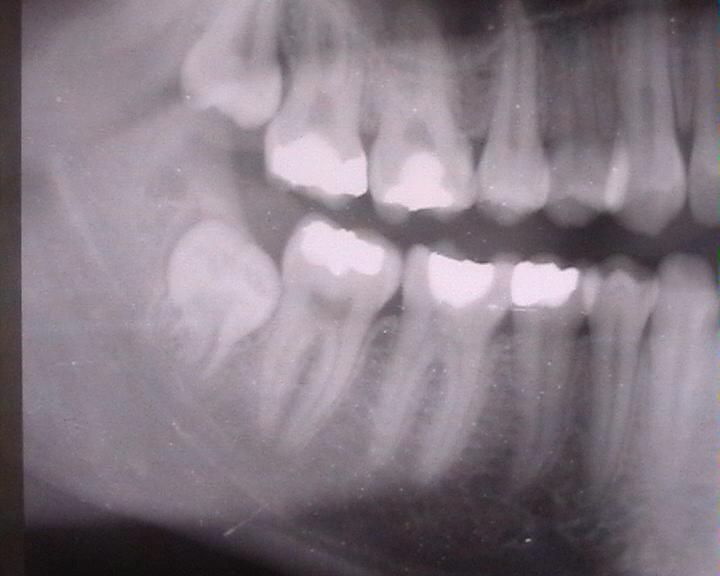
Weisheitszähne 48 und 18; Zahn 48 – keine Kippung, Wurzel nur teilweise ausgebildet, Krone teilweise noch knöchern bedeckt
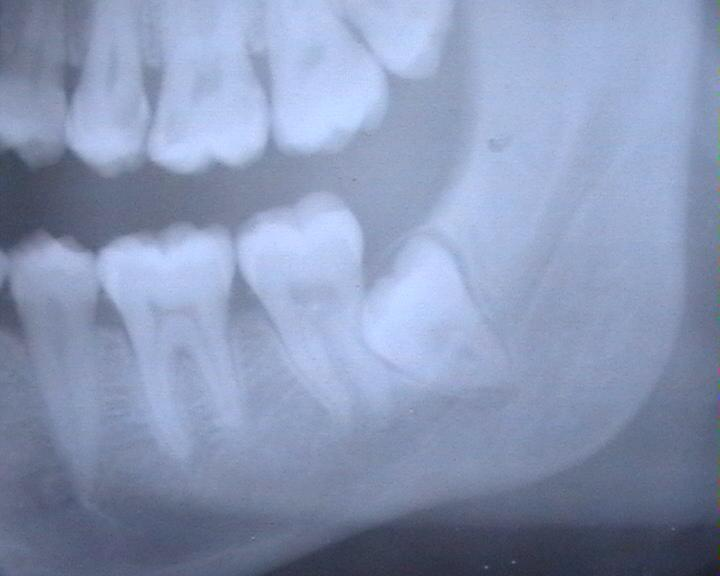
Weisheitszahn 38 angelegt; retiniert – Krone unter Zahn 37 verkeilt; Krone okklusal nicht mehr von Knochen bedeckt; nur eine Wurzel sichtbar – relativ kurz aber voll ausgebildet.
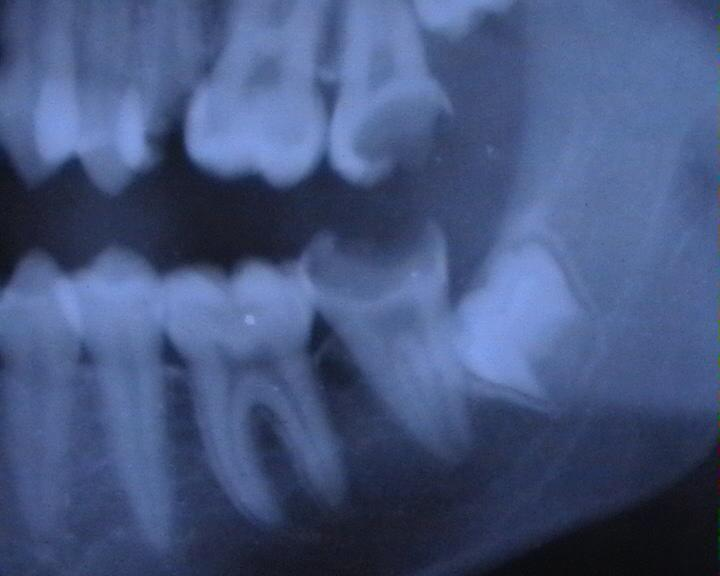
Weisheitszahn 38 angelegt – fast noch keine Wurzel ausgebildet; mesial gekippt.

## Entfernung von Weisheitszähnen

### Gründe für die Entfernung
Aus medizinischer Sicht ist eine prophylaktische Entfernung der Weisheitszähne oft sinnvoll. Jedoch profitiert die kieferorthopädische Behandlung nicht vom Entfernen der Weisheitszähne. Weisheitszähne haben keinen Einfluss auf die Ausrichtung der anderen Zähne.
Verändern die Weisheitszähne ihre Position, so können sie gegen den Knochen und den benachbarten Backenzahn drücken, was nicht nur Schmerzen, sondern auch Entzündungen verursachen kann, da die Zahnpflege der hinteren Backenzähne erschwert ist, insbesondere wenn diese sehr eng stehen. Die unteren Weisheitszähne brechen mitunter nur unvollständig durch, so dass sich über ihnen eine Schleimhauttasche bildet, in der Speisereste Entzündungen (siehe auch: Stomatitis) auslösen können. Im ungünstigsten Fall werden die benachbarten Zähne oder deren Wurzeln bei Nichtentfernung mit beschädigt. Patienten entscheiden gemeinsam mit ihren Oralchirurgen, je nachdem wie die Stellung der Zähne im Kiefer ist, ob alle vier Weisheitszähne auf einmal entfernt werden sollen oder ob zwei Entfernungstermine angesetzt werden. Sitzen die Weisheitszähne noch im Kieferknochen, kann es auch sinnvoll sein, zwei Termine zu vereinbaren, um bei einem die rechtsseitigen Zähne zu entfernen und bei dem anderen die Zähne auf der linken Seite.
Auch das Auftreten von Karies oder Zysten können Gründe für die Entfernung von Weisheitszähnen sein.
Eine im Jahr 2024 durchgeführte Umfrage ergab, dass in den Vereinigten Staaten nur 26 % der 18- bis 29-Jährigen ihre Weisheitszähne entfernen ließen – deutlich weniger als die 53 % der Gesamtbevölkerung. Der Grund dafür, so die Forschenden, seien neue Richtlinien und wissenschaftliche Studien gegen die präventive Entfernung von Weisheitszähnen seit dem Jahr 2000.

### Extraktion
Die Entfernung eines bereits durchgebrochenen Zahnes erfolgt durch eine Lockerung des Zahnes in seinem Zahnfach. Hierzu wird der Zahn langsam und mit dosierter Kraft mittels eines Hebels oder einer Zange hin und her bewegt, wodurch der Alveolarknochen gedehnt und die Alveole erweitert wird. Bei einwurzligen Zähnen kann ergänzend eine Drehbewegung durchgeführt werden, wodurch die Sharpey-Fasern, an denen der Zahn in der Alveole aufgehängt ist, reißen.

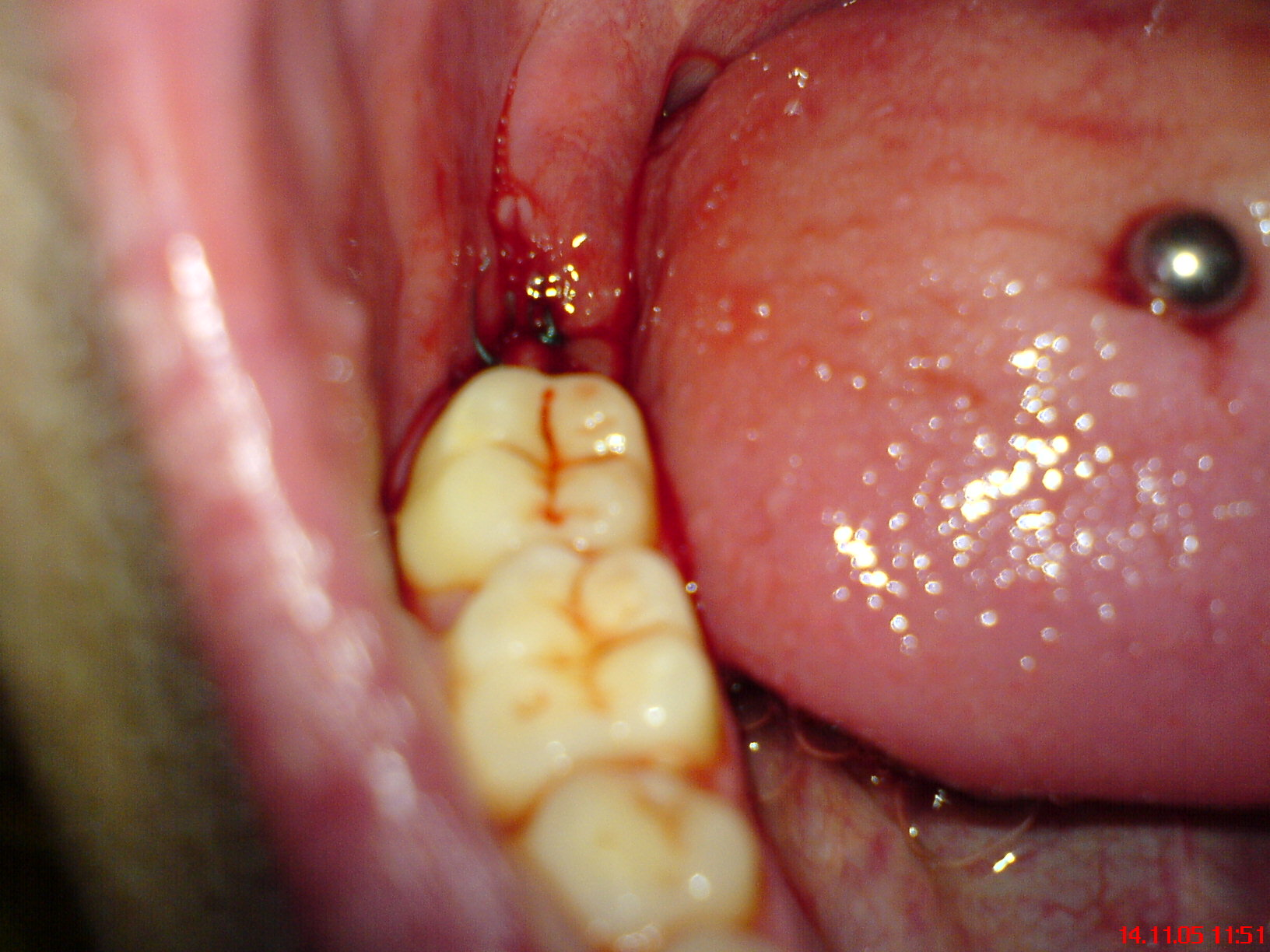
Wunde eines frisch extrahierten Weisheitszahns 48

Viele Weisheitszähne stehen regulär in der Zahnreihe. Sie lassen sich erforderlichenfalls wie andere Zähne extrahieren. Im Unterkiefer ist in der Region des Kieferwinkels der Knochen kompakt und bukkal dicker, wodurch sich die Alveole nicht so leicht aufweiten lässt. Im Oberkiefer ist der den Weisheitszahn umgebende Knochen spongiös. Das erleichtert eine Extraktion.

### Operative Zahnentfernung

3D-CT-Aufnahme eines retinierten Weisheitszahns unmittelbar neben dem Nervus alveolaris inferior

Die Osteotomie (operative Entfernung) eines Weisheitszahnes erfolgt in der Regel unter örtlicher Betäubung durch einen chirurgisch versierten Zahnarzt, einen Oralchirurgen oder einen Kieferchirurgen. Bei sehr ängstlichen Patienten kann auf ihren Wunsch in entsprechend ausgerüsteten Arztpraxen eine Analgosedierung durchgeführt werden, die den Patienten beruhigt und seine Wahrnehmung reduziert.
Ist eine besonders schwierige Zahnentfernung zu erwarten oder kann durch eine Leitungs- oder Infiltrationsanästhesie ein schmerzloser Eingriff nicht gewährleistet werden, kann auch eine Vollnarkose in Betracht gezogen werden. Die zusätzlichen Kosten werden jedoch nur nach vorheriger Absprache von den Krankenkassen getragen, da sich die meisten Weisheitszähne komplikations- und problemlos bei lokaler Betäubung entfernen lassen.
Bei Minderjährigen sowie Patienten mit mangelnder Kooperationsfähigkeit (zum Beispiel aufgrund von geistiger Behinderung und/oder schweren Spastiken) raten Oralchirurgen häufiger zu Vollnarkose, die von vielen Krankenkassen übernommen wird.
Eine operative Entfernung erfolgt durch eine Schnittführung auf dem Kieferkamm, gegebenenfalls mit einem sogenannten Entlastungsschnitt nach bukkal. Nachdem der Knochen beziehungsweise der Zahn ganz oder teilweise durch ein Wegklappen des Zahnfleisches freigelegt worden ist, wird erforderlichenfalls der den Zahn bedeckende Knochen mittels einer Knochenfräse (Lindemannfräse) unter Kühlung mit einer isotonischen Kochsalzlösung weggefräst. Die Öffnung muss so groß sein, dass der Zahn hindurch passt.
Wenn der Zahn sehr fest im Kiefer verankert ist, der Zahn im Kiefer verlagert ist oder die Extraktionsöffnung zu klein ist, kann es erforderlich sein, den Zahn vor seiner Entfernung im Kiefer durchzutrennen und die Teilstücke anschließend einzeln zu entfernen. Wird der Weisheitszahn als Zahnkeim schon vor seinem Durchbruch operativ entfernt, so spricht man von einer Germektomie. Die entstandene Wunde wird durch chirurgische Nähte verschlossen.

### Mögliche Komplikationen

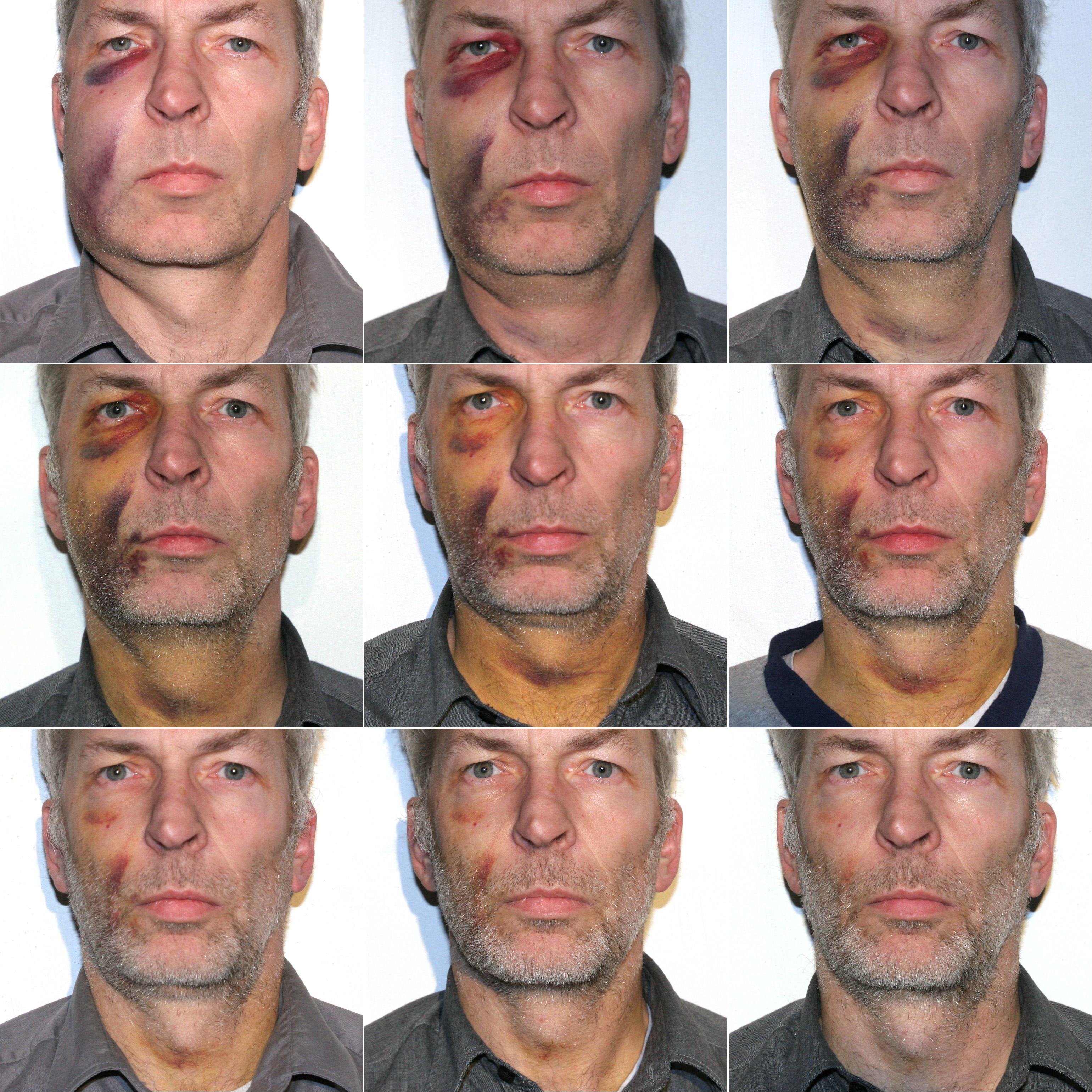
Ödem und Hämatom nach der Extraktion eines Weisheitszahns (zeitlicher Verlauf über elf Tage)

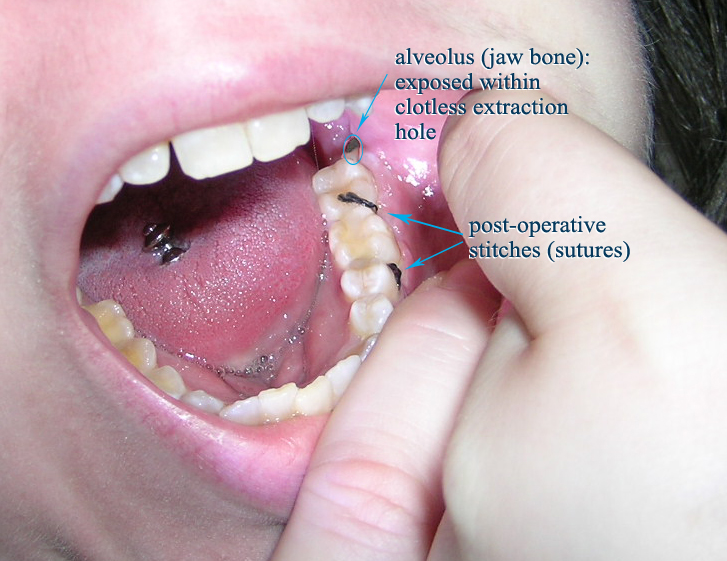
Trockene Alveole (Alveoläre Ostitis), Nähte nach Weisheitszahnoperation sichtbar

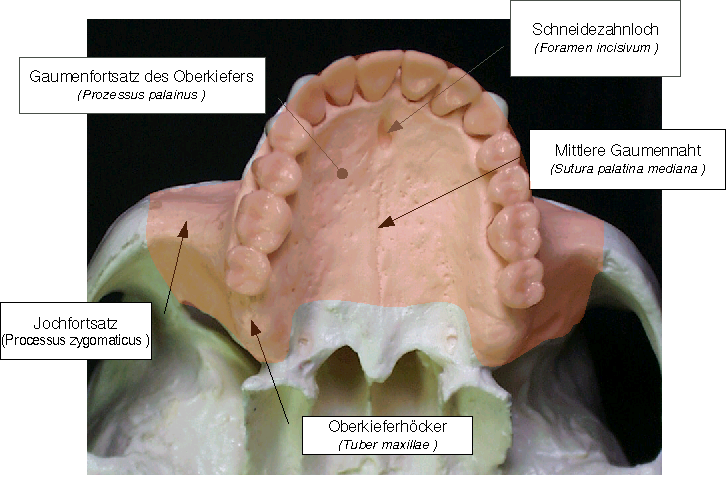
Blick auf den Oberkiefer in kranialer Richtung

- Schmerzen, Ödem (Schwellung), Hämatom (Bluterguss)
- Schwierigkeiten bei der Mundöffnung bis hin zur Kieferklemme, Schluckbeschwerden
- Alveolitis sicca (trockene Alveole, engl. Dry Socket): Klinisches Bild einer Wundinfektion des Kieferknochens nach einer Zahnentfernung infolge des Zerfalls des Blutkoagulums
- Nachblutung

Seltener treten die folgenden Komplikationen auf:
- Nebenwirkungen des Anästhetikums
- Irritation (Reizung) oder Durchtrennung des Nervus alveolaris inferior[2]
- Irritation oder Durchtrennung des Nervus lingualis
- Fraktur (Bruch) des Unterkiefers
- Abriss des Tuber maxillae (dessen Lage siehe Abbildung).
- Eröffnung der Kieferhöhle
- Eine Zahnwurzel (oder ein Teilstück) gelangt in die Kieferhöhle
- Bruch der Injektionskanüle

### Verhalten nach der Operation
Vorsorglich soll ein Schmerzmedikament verordnet werden. Das Schmerzmittel soll keine Acetylsalicylsäure (etwa Aspirin) enthalten, da diese die Blutgerinnung negativ beeinflusst. Patienten mit gerinnungshemmender Behandlung (Phenprocoumon, Marcumar) können vorübergehend auf niedermolekulare Heparinpräparate umgestellt werden; die aktuelle S3-Leitlinie „Zahnärztliche Chirurgie unter oraler Antikoagulation/ Thrombozytenaggregationshemmung“ sieht hier allerdings keinen Vorteil und votiert für ein Belassen der originären gerinnungshemmenden Medikation. Die Wunde schließt sich normalerweise im Laufe der ersten Wochen nach der Behandlung. Bei besonders komplizierten Eingriffen oder bei einer vorangegangenen Infektion kann von dem behandelnden Arzt ein Antibiotikum verschrieben werden.
In der ersten Zeit nach der Operation ist das richtige Verhalten für eine gute Wundheilung und die Minderung der unvermeidbaren OP-Folgeerscheinungen wichtig:
- In den ersten 24 Stunden sollte die Wunde im zwanzigminütigen Wechsel gekühlt werden. Dies bewirkt eine geringere Schwellung. Hierzu können Kühlpackungen verwendet werden.
- Spülen behindert den natürlichen Wundheilungsprozess.
- Nach der Extraktion beziehungsweise Operation sollte auf Koffein (Kaffee, Schwarztee, Energydrinks) verzichtet werden, da es möglicherweise durch eine Steigerung des Blutdrucks Nachblutungen verursachen könnte. Auf Alkohol sollte wegen seiner gerinnungshemmenden Wirkung ebenfalls verzichtet werden. Tabakrauch erhöht die Gefahr von Wundheilungsstörungen.
- Am Operationstag empfiehlt es sich, zunächst nur Suppen und breiförmige Speisen zu konsumieren.
- Die Zahnpflege sollte möglichst wie gewohnt fortgeführt werden. In den ersten Tagen können die Zähne im Wundbereich ausgespart werden. Sie sollten aber baldmöglichst mit einer weichen Bürste gereinigt werden.
- Alternativ kann eine chlorhexidinhaltige Mundspülung verwendet werden. Mundspülungen mit mindestens 0,1 % Chlorhexidingehalt wirken antiseptisch und vermindern die Keimzahl in der Mundhöhle. Daher können diese Mundspülungen kurzzeitig das Zähneputzen ersetzen und auch die Behandlung von lokalen Entzündungen in der Mundhöhle unterstützen.
- Sportliche Aktivitäten und körperliche Anstrengungen sind zu vermeiden, da der steigende Blutdruck Nachblutungen hervorrufen kann. Außerdem behindert starke Anstrengung den Körper bei der Regeneration und verzögert die Wundheilung.
- Auf übermäßige Wärmebelastung, wie Sonnenbäder, Solarium und Saunaaufenthalte, sollte verzichtet werden.

Die Empfehlung, auf Milchprodukte zu verzichten, ist vor allem im deutschsprachigen Raum üblich. Es konnte jedoch bisher kein klarer Zusammenhang zwischen dem Verzehr von Milchprodukten und Entzündungen durch Milchsäurebakterien nachgewiesen werden.